# Kumiho
Un kumiho (pronunciación coreana: [kumiho] Hangul: 구미호; Hanja: 九尾狐, literalmente "zorro de nueve colas") o gumiho es una criatura que aparece en los cuentos orales y las leyendas de Corea, y son similares a las hadas europeas o a los hombres lobo. De acuerdo a tales cuentos, un zorro que vive miles de años se convierte en un kumiho, al igual que sus homólogos japoneses y chinos. Se puede transformar libremente, entre otros, en una hermosa mujer a menudo dispuesta a seducir a los hombres, y puede comerles el hígado o corazón (dependiendo de la leyenda). Hay numerosos cuentos en los cuales el kumiho aparece, varios de los cuales se pueden encontrar en la enciclopédica Compendio de Literatura Oral Coreana (한국 구비 문학 대계).

## Mitología

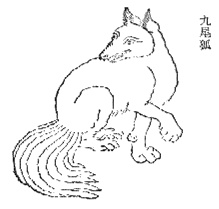
Un zorro de nueve colas de la edición de la dinastía Qing de la Jing Shan Hai.

Con origen en antiguos mitos chinos que datan de siglos atrás, el kumiho coreano comparte muchas similitudes con la Huli jing china y la Kitsune japonesa. Todos explican a los espíritus zorro como el resultado de una gran longevidad o la acumulación de energía, y se dice que los kumiho son zorros quienes han vivido durante miles de años; esto les da el poder de cambiar de forma, por lo general aparecen bajo el aspecto de una mujer. Sin embargo, mientras el huli jing y el kitsune se representan a menudo con una moral ambigua, sean buenas o malas, el kumiho casi siempre es tratado como una figura maléfica que se alimenta de carne humana. Es incierto en qué punto en el tiempo los coreanos comenzaron a ver al kumiho como una criatura puramente malvada, dado que muchos textos antiguos mencionan a kumiho benévolos ayudando a los seres humanos (e incluso hacen menciones de humanos malvados engañando a kumiho amables pero ingenuos). En literatura más reciente, los kumiho fueron representados a menudo como criaturas mitad zorro, mitad hombre sedientas de sangre que vagaban por los cementerios de noche, excavando corazones humanos fuera de las tumbas. El cuento de hadas La Zorra Hermana representa a un espíritu zorro acechando a una familia por sus hígados.
La mayoría de las leyendas afirman que a pesar de que un kumiho sea capaz de cambiar su aspecto, todavía persiste algo semejante a un zorro, (es decir, una cara con facciones de zorro, un par de orejas o sus nueve colas) o una manera mágica de obligar cambios en su expresión facial, pero su naturaleza no cambia. En la historia Transformación de la Kumiho (구미호 의 변신), un kumiho se transforma en una imagen idéntica de una novia en una boda y sólo se descubre cuando le quitan la ropa. Bakh Mun-su y la Kumiho (박문수 와 구미호) registra un encuentro que Pak Munsu tuvo con una chica, que vive sola en el bosque, y tiene un aspecto similar al de un zorro. En La doncella que descubrió un Kumiho a través de un Poema Chino (한시 로 구미호 를 알아 낸 처녀), el kumiho es finalmente revelado cuando un perro de caza capta la esencia de un zorro y le ataca. A pesar de que tienen la habilidad de cambiar de forma, se decía que la verdadera identidad de un kumiho era celosamente guardado por el kumiho mismo.
Algunos cuentos dicen que si un kumiho se abstiene de matar y comer seres humanos durante mil días, puede convertirse en humano. Otros, como el drama Kumiho: Historia de una hija zorra, dicen que un kumiho puede llegar a ser humano si el hombre que ve su verdadera naturaleza la mantiene en secreto durante diez años; o como se relata en el drama El Milésimo Hombre: se dice que si un kumiho come un total de 1000 hígados humanos en un período de 1000 años, puede convertirse en humano, de lo contrario se disuelve en burbujas. En el último drama que ha protagonizado a un kumiho, El libro de la familia Gu, se dice que el kumiho puede volverse humano si éste puede durar 100 días sin comer o matar, sin mostrar su verdadera identidad a un humano, y éste debe ayudar a cualquier humano que necesite de ayuda o éste se convertirá en demonio por mil años.
Al igual que los hombres lobo o vampiros en el folclor occidental, siempre hay variaciones sobre el mito en función de las libertades que cada historia tiene con la leyenda. Una versión de la mitología, sin embargo, sostiene que con suficiente voluntad, un kumiho podría distantemente ascender desde su estado yokwe (monstruo) y volverse permanentemente humano y perder su carácter malvado. Explicaciones de cómo esto podría lograrse varían, pero a veces incluyen aspectos tales como abstenerse de matar o degustar carne durante mil días, o la obtención de un chintamani y asegurarse de que el Yeoiju (여의주) haya visto la luna llena por lo menos cada mes durante la prueba. A diferencia de los dragones portadores de Yeoijus, no se pensaba que los kumiho fueran capaces de ser omnipotentes o crear cosas a voluntad, por ser criaturas inferiores.